# Enzo Huntink
Enzo Gabriël Huntink (Zoetermeer, 30 oktober 1991) is een Nederlands voetballer die onder andere voor FC Emmen heeft gespeeld.

## Carrière
Huntink doorliep de jeugdopleiding van sc Heerenveen, maar wist daar niet door te breken in het eerste elftal. In het seizoen 2010/11 maakt hij in het kader van een samenwerkingsverband deel uit van de selectie van FC Emmen, alwaar hij op 21 september 2010 zijn debuut in het betaald voetbal maakt. Hij komt als invaller in het veld tijdens een wedstrijd voor de KNVB Beker tegen sc Heerenveen (1-3 verlies), zijn eigenlijke werkgever. Op 29 april 2011 maakt Huntink zijn debuut in de Eerste divisie, als hij als invaller in het veld komt in en tegen Dordrecht.
In het seizoen daarop speelt hij, na eerst te zijn uitgekomen voor de gezamenlijke beloftenploeg, opnieuw voor FC Emmen. In 2013 ging hij voor SVV Scheveningen spelen en sinds 2015 komt hij uit voor CVV De Jodan Boys.

## Statistieken
| Seizoen | Club     | Competitie     | Wedstrijden | Doelpunten |
| ------- | -------- | -------------- | ----------- | ---------- |
| 2010/11 | FC Emmen | Eerste divisie | 1           | 0          |
| 2011/12 | FC Emmen | Eerste divisie | 7           | 0          |